# Frank Gant
Frank Gant (* 26. Mai 1931 in Detroit; † 19. Juli 2021 in der Bronx, New York City) war ein US-amerikanischer Schlagzeuger des Modern Jazz.

## Leben und Wirken
Gant hatte bei Konzertbesuchen in Detroit von Art Blakey gelernt und mit ihm gesprochen. Erste Auftritte hatte er mit Billy Mitchell und Pepper Adams; nachdem er mit Little John Wilson und seinen Merry Men im Madison Ballroom gearbeitet hatte, wo er gelegentlich Billie Holiday begleitete, schloss er sich Alvin Jackson an.
1955 wirkte Gant beim Debütalbum des Trompeters Donald Byrd mit (First Flight), 1958 dem von Barry Harris. Ende der 1950er Jahre arbeitete er in der Band von Yusef Lateef (Cry! Tender). Um 1970 war er Mitglied im Trio des Pianisten Ahmad Jamal, als dieser für Impulse! Records die Alben At the Top - Poinciana Revisited, The Awakening und Freeflight aufnahm. 1992 spielte er im Trio von Ronnie Mathews (Lament for Love). Außerdem arbeitete Gant mit Red Garland, Monty Alexander/Ernestine Anderson und Al Haig (1977) zusammen. Zwischen 1955 und 2001 wirkte er an den Aufnahmen für 53 Alben mit.

## Lexikalischer Eintrag
- Richard Cook, Brian Morton: The Penguin Guide to Jazz on CD, LP and Cassette. 2. Auflage. Penguin, London 1994, ISBN 0-14-017949-6.
- Richard Cook, Brian Morton: The Penguin Guide of Jazz on CD. 6. Auflage. Penguin, London 2002, ISBN 0-14-051521-6.